# Jim Henson
James Maury "Jim" Henson, (Greenville,  Mississippi, 24. rujna 1936. – New York, 16. svibnja 1990., bio je američki lutkarski dizajner, lutkarski glumac, filmski producent, filmski redatelj i scenarist. Najpoznatiji je po tome što je osmislio i stvorio The Muppet Show.

## Životopis
Krajem 1950-ih, Jim Henson je pravio lutke od stare odjeće svoje majke i loptica za stolni tenis. S ovim lutkama nastupio je na lokalnom TV-programu u Washingtonu. Postaje poznat 1969. s dječjim programom  Ulica Sezam (Sesame Street), u kojem su voditelji bile dvije lutke; Bert i Ernie. Program je bio vrlo uspješan.
Henson je preselio 1975. u Englesku gdje je napravio program The Muppet show u kojem je predstavio veliki broj tzv. Muppeta. Sam Hanson je predstavljao, uz pomoć svojih ruku i svoga glasa, nekoliko lutaka. Program je prikazivan u više od 106 zemalja s oko 206 milijuna gledatelja. Ukupno je snimljeno 120 epizoda 25-minutnih epizoda u periodu 1976. – 1981. Muppeti se pojavljuju i u nekoliko igranih filmova. Prvi film s lutkama iz Muppet showa snimljen je 1979. godine.  
Poslije uspjeha s Muppetima Henson je režirao film fantastike Crni kristal 1982. a zatim je napravio dječji program Ptice 1984. godine. I ovaj program je bio vrlo uspješan. Istovrmeneno je osnovao poduzeće Creature Shop koje se specijalizirao na pravljenju lutaka. 
Filmovi Teenage Mutant Ninja Turtles II: The Secret of the Ooze (1991.) i The Muppet Christmas Carol (1992.), kao i serija Dinosaurs (1991.) 
posvećeni su Hensonu.
Henson je preminuo 1990. od pneumonije.